# Rosemarie Lindt
Rosemarie Lindt (Düsseldorf, 1939) è un'attrice e ballerina tedesca che è stata attiva nel cinema italiano fra il 1963 ed il 1979, sia in film del cinema d'autore che in film di genere e produzioni relative a b-movie (segnatamente poliziotteschi e commedie erotiche all'italiana).

## Biografia
Formata come ballerina, ha studiato presso la Folkwangschule di Essen sotto Kurt Jooss e presso lo Studio Waker di Parigi sotto Nora Kiss. Si è esibita come prima ballerina nelle Opernhaus Wuppertal, Opernhaus Düsseldorf, Opéra national de Paris, Théâtre Sarah-Bernhardt, Teatro Regio di Torino, e a Roma: Teatro Flaiano, Teatro Argentina, Teatro Villa Celimontana, Teatro Tordinona e a Città del Vaticano presso l'Aula Paolo VI.
La sua filmografia consta di una trentina di titoli; tra i registi ha lavorato anche con Pupi Avati nel film Bordella. Apparsa anche in molti fotoromanzi tra cui Killing, è stata romanticamente impegnata con Jacques Herlin, vivendo con lui a Roma dal 1966. Parla correntemente quattro lingue: tedesco, francese, italiano ed inglese.
Ora sposata ad Alfred Piccolo e conosciuta come Rosemarie Lindt-Piccolo, vive a New York dove conduce il Lindt Ballet Theater (precedentemente noto come International Ballet Dance Center). In precedenza, ha anche insegnato danza classica presso l'Hunter College. Insieme ad Alfred Piccolo, che le scrisse e realizzò, coreografò anche opere originali: The Ghosts of Music Hall, That Verona Affair, The Cavalier of Venice Casanova, The Last Days of Pompeii, The Roman Carousel.

## Filmografia

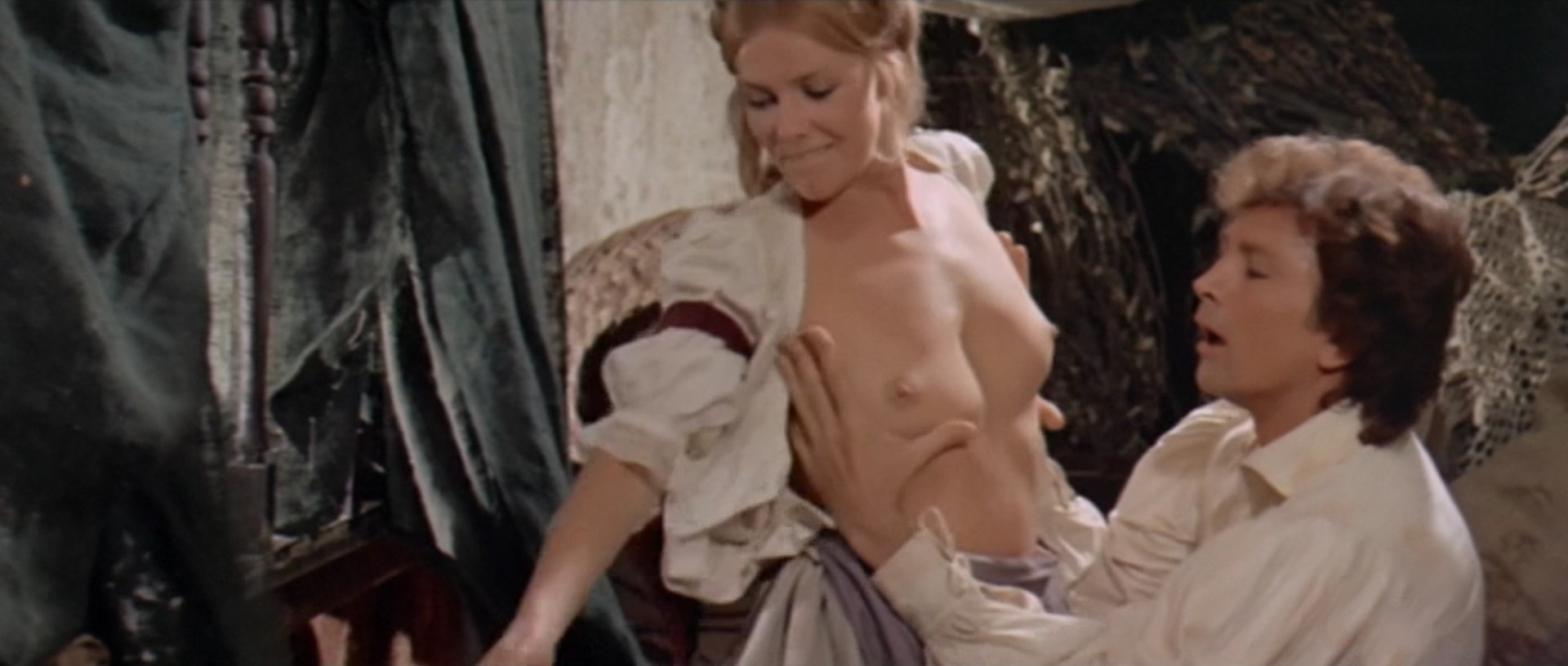
Rosemarie Lindt e Osvaldo Ruggieri in Decamerone '300 (1972)

- La ballata dei mariti, regia di Fabrizio Taglioni (1963)
- Ercole l'invincibile, regia di Alvaro Mancori (1964)
- I marziani hanno 12 mani, regia di Castellano e Pipolo (1964)
- Il compagno don Camillo, regia di Luigi Comencini (1965)
- I dolci vizi... della casta Susanna (Susanne, die Wirtin von der Lahn), regia di Franz Antel (1967)
- Susanna... ed i suoi dolci vizi alla corte del re (Frau Wirtin hat auch einen Grafen), regia di Franz Antel (1968)
- Il trionfo della casta Susanna (Frau Wirtin hat auch eine Nichte), regia di Franz Antel (1969)
- Gli insaziabili, regia di Alberto De Martino (1969)
- Reportage di giovani modelle in un atelier svedese (Die fleißigen Bienen vom Fröhlichen Bock), regia di Hans Billian (1970)
- Canterbury proibito, regia di Italo Alfaro (1972)
- La polizia ringrazia, regia di Steno (1972)
- Chi l'ha vista morire?, regia di Aldo Lado (1972)
- Valeria dentro e fuori, regia di Brunello Rondi (1972)
- Decamerone '300, regia di Renato Savino (1972)
- Kung Fu nel pazzo West, regia di Yeo Ban-Yee (1973)
- ...e continuavano a mettere lo diavolo ne lo inferno, regia di Bitto Albertini (1973)
- Maria Rosa la guardona, regia di Marino Girolami (1973)
- Quando i califfi avevano le corna, regia di Amasi Damiani (1973)
- I racconti di Viterbury - Le più allegre storie del '300, regia di Mario Caiano (1973)
- I giochi proibiti de l'Aretino Pietro, regia di Piero Regnoli (1973)
- Eroi all'inferno, regia di Joe D'Amato (1973)
- Seduzione coniugale, regia di Franco Daniele (1974)
- Tous les chemins mènent à l'homme, regia di Jack Guy (1974)
- La cameriera, regia di Roberto Bianchi Montero (1974)
- Emanuelle e Françoise (Le sorelline), regia di Joe D'Amato (1975)
- Calore in provincia, regia di Roberto Bianchi Montero (1975)
- L'uomo della strada fa giustizia, regia di Umberto Lenzi (1975)
- Salon Kitty, regia di Tinto Brass (1975)
- Vento, vento, portali via con te, regia di Mario Bianchi (1976)
- Bordella, regia di Pupi Avati (1976)
- Gli esecutori, regia di Maurizio Lucidi (1976)
- Calde labbra, regia di Demofilo Fidani (1976)
- Porno erotico western, regia di Angelo Pannacciò (1979)